# Julius Rosenblum
Julius Lasky Rosenblum (ur. 1906 w Memphis, zm. 1 stycznia 1978 w Nowym Orleanie) – amerykański brydżysta, działacz.
Był niegrającym kapitanem reprezentacji USA na mistrzostwach świata drużyn w kategorii open (1951, 1. miejsce) i Olimpiadzie brydżowej drużyn w kategorii open (1968, 2. miejsce), a także niegrającym kapitanem reprezentacji Ameryki Północnej na mistrzostwach świata drużyn open w 1967 (2. miejsce) i mistrzostwach świata teamów open w 1966 (2. miejsce).
W latach 1970–1976 był prezesem Światowej Federacji Brydża, następnie członkiem Komitetu Honorowego tej organizacji. Zmarł w Nowym Orleanie 1 stycznia 1978 roku z powodu powikłań po chorobie serca.